# Benji & Fede
Benji & Fede é uma dupla musical italiana formado em Módena por Benjamin Mascolo e Federico Rossi.

## História

### Primeiros anos e20:05
Os dois músicos se conheceram na internet no dia 10 de dezembro de 2010 às 20:05 e mais tarde decidiram formar a dupla Benji & Fede. Com esse nome, eles começaram a publicar cover no YouTube. Embora ambos fossem originalmente de Módena, eles permaneceram em contato principalmente pela internet, porque Benjamin havia se mudado por dois anos para estudar em Hobart, na Austrália. Em 2014, a dupla se apresentou nas seleções das Novas Propostas do Festival de Sanremo 2015, sem excedê-las. Através da rede social, eles entraram em contato mais próximo com seus fãs e uma rádio os contatou para organizar uma turnê nas praças; Durante uma dessas apresentações, eles foram notados por um caçador de talentos da Warner Music Italy e eles conseguiram seu primeiro contrato com uma gravadora.
No verão de 2015, a popularidade da dupla cresceu graças ao single Tutta d'un fiato e à exposição na segunda edição do Coca-Cola Summer Festival. Em 9 de outubro de 2015 seu primeiro álbum foi lançado 20:05, produzido por Andy Ferrara e Marco Barusso e cujo título remete ao tempo da primeira mensagem que Federico Rossi enviou para Benjamin Mascolo no Facebook com a proposta de formar uma dupla. O álbum alcançou imediatamente a primeira posição do Classifica FIMI Album e foi promovido por uma turnê nacional, , além de três singles, publicados entre outubro de 2015 e janeiro de 2016: Lunedì, Lettera e New York.

### 0+
Em 2016, a dupla se apresentou durante a terceira noite do Festival de Sanremo 2016, juntamente com Alessio Bernabei, enquanto em 31 de março foi publicado o seu livro autobiográfico intitulado Vietato smettere di sognare. Em junho de 2016, a dupla colaborou com o cantor espanhol Xriz na realização do single Eres mía, um remake de uma peça do próprio Xriz; O single estreou no Top 10 do Top Singoli e é uma tentativa de lançar a dupla no mercado latino-americano.
Em 21 de outubro de 2016 foi lançado o segundo álbum de estúdio 0+ antecipado pelos singles Amore Wi-Fi e Adrenalina, lançado em 30 de setembro e 14 de outubro, respectivamente. Composto por onze canções, o álbum também é uma canção gravada como um dueto com Max Pezzali, Traccia numero 3, um com a cantora Inglês Jasmine Thompson, Forme geometriche (Addicted to You) e um com Annalisa, Tutto per una ragione; os dois últimos duetos foram respectivamente extraídos como terceiro e quarto single em 25 de novembro de 2016 e 12 de maio de 2017. Durante o verão de 2017, a dupla permaneceu comprometida em promover o single Tutto per una ragione, apresentando-o na Radio Italia Live e no Summer Festival.

### Siamo solo Noise
Em 2 de março de 2018, a dupla lançou o terceiro álbum de estúdio Siamo solo Noise, antecipado pelos singles Buona fortuna e On Demand, este último gravado em colaboração com o rapper Shade.
Em 11 de maio de 2018, o terceiro single Moscow Mule foi publicado.

## Discografia
- 20:05 (2015)
- 0+ (2016)
- Siamo solo Noise (2018)